# Maria Baronj
Maria Baronj (Roma, 11 agosto 1916 – Roma, 9 febbraio 2007) è stata una costumista italiana.

## Biografia
Fu accettata al Centro sperimentale di cinematografia nel corso biennale di costume tenuto da Gino Carlo Sensani, terminato il corso fu accolta dal maestro nel suo studio, dove erano già al lavoro come disegnatori e assistenti Maria De Matteis, Piero Gherardi e Dario Cecchi con il quale si sposò nel 1950. Nel clima del dopoguerra, Maria Baronj iniziò così la sua carriera collaborando spesso con il marito e con Maria De Matteis. Lavorò come costumista nel cinema fino al 1976.
Morì all'età di 90 anni nel febbraio del 2007.

## Filmografia
- I miserabili, regia di Riccardo Freda (1948)
- La sepolta viva, regia di Guido Brignone (1949)
- Il bacio di una morta, regia di Guido Brignone (1949)
- I pirati di Capri, regia di Edgar Ulmer e Giuseppe Maria Scotese (1949)
- È primavera..., regia di Renato Castellani (1949)
- Santo disonore, regia di Guido Brignone (1949)
- L'edera, regia di Augusto Genina (1950)
- La portatrice di pane, regia di Maurice Cloche (1950)
- È più facile che un cammello..., regia di Luigi Zampa (1950)
- Il caimano del Piave, regia di Giorgio Bianchi (1951)
- La vendetta del corsaro, regia di Primo Zeglio (1951)
- Melodie immortali, regia di Giacomo Gentilomo (1952)
- Altri tempi, regia di Alessandro Blasetti (1952)
- L'età dell'amore, regia di Giorgio Walter Chili (1953)
- Ci troviamo in galleria, regia di Mauro Bolognini (1953)
- Amici per la pelle, regia di Franco Rossi (1955)
- La bella mugnaia, regia di Mario Camerini (1955)
- Arrivederci Roma (The Seven Hills of Rome), regia di Mario Camerini (1958)
- La maja desnuda (The Naked Maja), regia di Henry Koster e Mario Russo (1958)
- Amore a prima vista, regia di Franco Rossi (1958)
- Ferdinando Iº re di Napoli, regia di Gianni Franciolini (1959)
- Ercole e la regina di Lidia, regia di Carlo Ludovico Bragaglia (1960)
- Gli amori di Ercole, regia di Carlo Ludovico Bragaglia (1960)
- La ragazza con la valigia, regia di Valerio Zurlini (1960)
- I fratelli corsi, regia di Anton Giulio Majano (1961)
- Le sette folgori di Assur, regia di Silvio Amadio (1962)
- Io Semiramide, regia di Primo Zeglio (1962)
- Il fornaretto di Venezia, regia di Duccio Tessari (1963)
- La pantera Rosa (The Pink Panther), regia di Blake Edwards (1963)
- La Bibbia (The Bible: In the Beginning), regia di John Huston (1966)
- Te lo leggo negli occhi, regia di Camillo Mastrocinque (1966)
- 1000 dollari sul nero, regia di Alberto Cardone (1967)
- I giorni dell'ira, regia di Tonino Valerii (1967)
- Al di là della legge, regia di Giorgio Stegani (1968)
- Corri uomo corri, regia di Sergio Sollima (1968)
- Una breve stagione, regia di Renato Castellani (1969)
- Infanzia, vocazione e prime esperienze di Giacomo Casanova, veneziano, regia di Luigi Comencini (1969)
- Correva l'anno di grazia 1870, regia di Alfredo Giannetti (1971)
- Imputazione di omicidio per uno studente, regia di Mauro Bolognini (1972)
- Meo Patacca, regia di Marcello Ciorciolini (1972)
- Bello come un arcangelo, regia di Alfredo Giannetti (1974)
- Bordella, regia di Pupi Avati (1976)
- Una donna alla finestra (Une femme à sa fenétre), regia di Pierre Granier-Deferre (1976)